# 讃岐式アクセント
讃岐式アクセント（さぬきしきアクセント）は、香川県および愛媛県東部、徳島県北西部で用いられる日本語の方言のアクセントの総称である。ただし、東かがわ市旧引田町は京阪式アクセントとなっている。

## 概要
讃岐式アクセントは狭い地域に分布するが、その内部でも地域による違いに富んでおり、観音寺式・丸亀式・高松式・塩飽本島式・土庄式・直島式がある。また型の区別が豊富で、他地域の者には区別が難しいとされる。
現在の日本語で用いられるアクセントの大半は、平安期の京都アクセントに似たものから派生・変化したとする説が有力である。讃岐式アクセントは、現在の近畿中央部や徳島市・高知市・松山市などで用いられる京阪式アクセントとは早いうちに分岐し、別の変化を遂げたアクセントである。このうち観音寺式アクセントが讃岐式の原型に近いと考えられ、平安期京都アクセント、現代京阪式とは次のような対応関係がある（●は高音、○は低音、▼は拍内下降）。
|        |                                    | 平安期京都 | 観音寺式 | 現代京阪式 |
| ------ | ---------------------------------- | ---------- | -------- | ---------- |
| 二拍語 | 子が・庭・鳥・売る・着る           | ●●         | ●●       | ●●         |
| 二拍語 | 石・音・おる（居る）               | ●○         | ●○       | ●○         |
| 二拍語 | 名が                               | ▼○         | ●○       | ▼○         |
| 二拍語 | 山・犬                             | ○○         | ●●       | ●○         |
| 二拍語 | 木が・空・松・書く・見る           | ○●         | ○○       | ○●         |
| 二拍語 | 雨・猿                             | ○▼         | ○●       | ○▼         |
| 三拍語 | 庭が・鳥が・さかな・上がる・捨てる | ●●●        | ●●●      | ●●●        |
| 三拍語 | 小豆                               | ●●○        | ○●○      | ●●○        |
| 三拍語 | 石が・音が                         | ●○●、●○○   | ●○○      | ●○○        |
| 三拍語 | 頭                                 | ○○○        | ●●●      | ●●○        |
| 三拍語 | 山が・犬が・命                     | ○○●        | ●●●      | ●○○        |
| 三拍語 | 空が・松が・雀                     | ○●●        | ○○○      | ○○●        |
| 三拍語 | 雨が・猿が                         | ○▼○、○▼●   | ○●○      | ○●○        |
| 三拍語 | 薬・白う                           | ○●○        | ○●○      | ○●○        |

平安期京都で○○と発音された語は、讃岐式では●●になり、もとから●●だったものと同じアクセントになっている。また、平安期京都で○○●、○○○と発音された語も●●●になり、もとから●●●だったものと同じになっている。一方、京阪式では、平安期京都で○○だったものが●○に、○○●だったものが●○○に、○○○だったものが●●○に変化した。このため、現在の京阪式と讃岐式の違いが発生し、京阪式では「石・紙」類（二拍名詞2類）と「犬・山」類（二拍名詞3類）が同じになっているが、讃岐式ではこれらの区別が残る代わりに「庭・鳥」類（二拍名詞1類）と「犬・山」類が同じになって区別を失っており、三拍語でもこれに応じた違いがある。一方で、平安期京都で○●だったものは○○に、○●●だったものは○○○になっている。

## 各タイプ
丸亀式では、動詞・形容詞に観音寺式との違いがある。観音寺・丸亀式に近いアクセント（まとめて「西讃アクセント」と呼ぶ）は、香川県の西半分と、県東部の旧白鳥町・旧大内町・旧津田町、徳島県北西部、愛媛県新居浜市付近に分布している。
高松式アクセントは、香川県東部に分布する。高松式では、西讃アクセントで●●のものが○●になっており、●●●は○●●に、●●○は○●○になっている。つまり、語頭を高く発音する単語が、第一拍の低下を起こしている。その中で、○●と○○は区別されている。また、西讃アクセントで●○、●○○のもののうち、二拍目に広母音（a、e、o）があるものは、高松式では●○が○▼になり●○○が○▼○または○●○になり、高音部が一拍後ろに移動している。
土庄式アクセントは、小豆島の土庄町小瀬、土庄町長浜などに分布し、土庄町大部もこれに近い。下がり目の後退が起きており、例えば小瀬では、平安期京都の●○が●▼になり、●○○が●●○になり、○●○が○○▼になっている。ただし一拍名詞二類は例外で、また平安期京都の●●○は変化していない。
塩飽本島式は、本島と粟島に分布し、小豆島の旧内海町苗羽もこれらに近い。二拍名詞では1類と3類と5類が統合して「○●（○）」になっており（カッコ内は助詞。例：とりが）、同じようなアクセントは愛媛県四国中央市から徳島県旧山城町にかけてと、徳島県一宇村にも分布する。直島式は直島だけに分布し、最も特殊なアクセントになっている。
下図は一拍名詞と二拍名詞のアクセントである。カッコ内は助詞である。
| 品詞・拍数 | 類   | 語例   | 観音寺市・丸亀市 | 高松市            | 土庄町小瀬     | 塩飽本島 | 直島              |
| ---------- | ---- | ------ | ---------------- | ----------------- | -------------- | -------- | ----------------- |
| 一拍名詞   | 一類 | 血・戸 | ●（●）           | ○（●）            | ●（●）         | ○（●）   | ●（○）            |
| 一拍名詞   | 二類 | 名・葉 | ●（○）           | ●（○）            | ●（○）、●（●） | ●（○）   | ●（○）            |
| 一拍名詞   | 三類 | 木・手 | ○（○）           | ○（○）            | ○（○）         | ○（○）   | ●（○）            |
| 二拍名詞   | 一類 | 鳥・庭 | ●●（●）          | ○●（●）           | ●●（●）        | ○●（○）  | ○●（●）           |
| 二拍名詞   | 二類 | 石・音 | ●○（○）          | ○▼（○）、●○（○）※ | ●▼/●●（○）     | ●○（○）  | ●○（○）           |
| 二拍名詞   | 三類 | 犬・山 | ●●（●）          | ○●（●）           | ●●（●）        | ○●（○）  | ○●（●）           |
| 二拍名詞   | 四類 | 空・松 | ○○（○）          | ○○（○）           | ○○（○）        | ○○（○）  | ○●（●）、○●（○）※ |
| 二拍名詞   | 五類 | 雨・猿 | ○●（○）          | ○▼（○）           | ○○（▼）        | ○●（○）  | ●○（○）           |

※前者が二拍目に広母音を持つ場合、後者が二拍目に狭母音を持つ場合。
動詞や形容詞では、次のように、類推や音韻条件によって変化しているものがある。
| 品詞・拍数 | 類   | 語例           | 観音寺市         | 高松市         |
| ---------- | ---- | -------------- | ---------------- | -------------- |
| 二拍動詞   | 一類 | 売る・着る     | ●●               | ●○             |
| 二拍動詞   | 二類 | 書く・見る     | ○○               | 五段○○、一段●○ |
| 三拍動詞   | 一類 | 上がる・捨てる | ●●●              | ○▼○            |
| 三拍動詞   | 二類 | 動く・起きる   | 五段●●●、一段○○○ | ○●●            |
| 三拍形容詞 | 一類 | 赤い           | ●○○              | ○▼○            |
| 三拍形容詞 | 二類 | 白い           | ●○○              | ○●●            |